# Michael Waltrip
Michael Curtis Waltrip (Owensboro (Kentucky), 30 april 1963) is een Amerikaans autocoureur. Hij is de jongere broer van Darrell Waltrip.

## Carrière
Waltrip debuteerde in 1985 in de Winston Cup. Hij won tot nog toe vier races in deze raceklasse, waaronder twee keer de prestigieuze Daytona 500 in 2001 en 2003. De andere twee overwinningen behaalde hij in 2002 toen hij de Pepsi 400 won, net als de Daytona 500 ook op de Daytona International Speedway gehouden en zijn laatste overwinning was de EA Sports 500 in 2003, die op de Talladega Superspeedway gereden werd.
In de Busch Series won hij elf wedstrijden. De eerste keer won hij in 1988 op de Dover International Speedway, de laatste overwinning dateert van 2004 toen hij won op de Nashville Superspeedway. De laatste jaren rijdt hij enkel nog parttime in de verschillende NASCAR kampioenschappen.
Waltrip richtte met Rob Kauffman het raceteam Michael Waltrip Racing op. Het team is vanaf 2007 aan de slag in de Sprint Cup. Het team won met rijder David Reutimann voor de eerste keer in 2009 tijdens de Coca-Cola 600. Eerder had het team al gewonnen in de Nationwide Series.